# Repetophragma zambiense
Repetophragma zambiense är en svampart som först beskrevs av Deighton, och fick sitt nu gällande namn av Chirayathumadom Venkatachalier Subramanian 1992. Repetophragma zambiense ingår i släktet Repetophragma, klassen Dothideomycetes, divisionen sporsäcksvampar och riket svampar.   Inga underarter finns listade i Catalogue of Life.